# Émile Eigeldinger
Émile Eigeldinger (Besanzón, 5 de mayo de 1886-Fontenay-sous-Bois, 27 de febrero de 1973) fue un deportista francés que compitió en ciclismo en la modalidad de pista. Ganó una medalla de bronce en el Campeonato Mundial de Ciclismo en Pista de 1906, en la prueba de medio fondo.

## Medallero internacional
| Campeonato Mundial | Campeonato Mundial | Campeonato Mundial | Campeonato Mundial |
| Año                | Lugar              | Medalla            | Competición        |
| ------------------ | ------------------ | ------------------ | ------------------ |
| 1906               | Ginebra (Suiza)    | Medalla de bronce  | Medio fondo (A)    |